# Час щастя 2
«Час щастя 2» — фільм 2011 року.

## Зміст
Подружжя Білецьких повертається до Москви з Криму. Аня, – щоб вступити до інституту живопису, Олександр Миколайович, – щоб закінчити докторську дисертацію. Ритм московського життя Олександра Миколайовича і студентська тусовка столичного ВНЗ відрізняються від патріархального укладу кримського містечка, де зародилося їхнє кохання та склалися стосунки. І Олександр Миколайович, і Аня занурюються у світ енергійних людей, у завдання яких, загалом, не входить оберігати їхнє сімейне вогнище – у кожного свої інтереси. До того ж, колишня дружина і син, не на жарт стурбовані втратою спадщини, не втрачають можливості перевірити на міцність їхні сімейні узи. Та які б зовнішні обставини не були – життя все одно таке, яким ми його робимо самі.